# 福岡市道鳥飼姪の浜線
福岡市道鳥飼姪の浜線（ふくおかしどうとりかいめいのはません）は、筑肥線の一部区間が廃線となったのちに、その跡地に整備された道路であり、福岡市早良区荒江二丁目の荒江二丁目交差点より西に向かって、主に住宅街を通り抜け、室見川を境に同市西区に入り、姪の浜一丁目の福岡市地下鉄空港線に沿って走る福岡市道との交差点に至る全長が2,943.65メートルの市道（幹線一級市町村道）である。同じく筑肥線の跡地に整備された福岡市道博多駅鳥飼線及び福岡市道平尾別府線の各一部については、福岡市道路愛称として筑肥新道と呼ばれているが、この路線については特に愛称や通称はない。

道路の写真
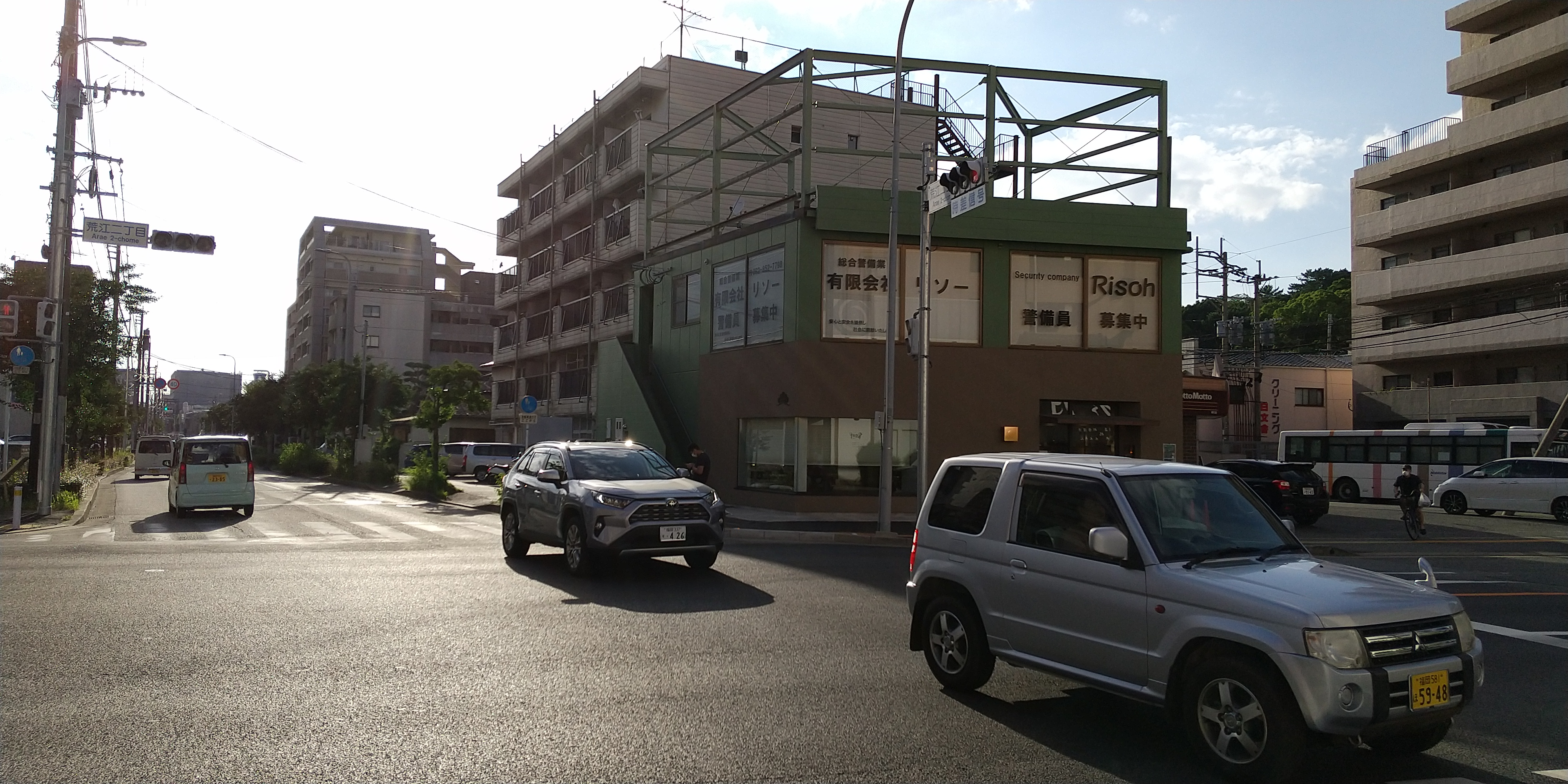
起点：荒江二丁目交差点より
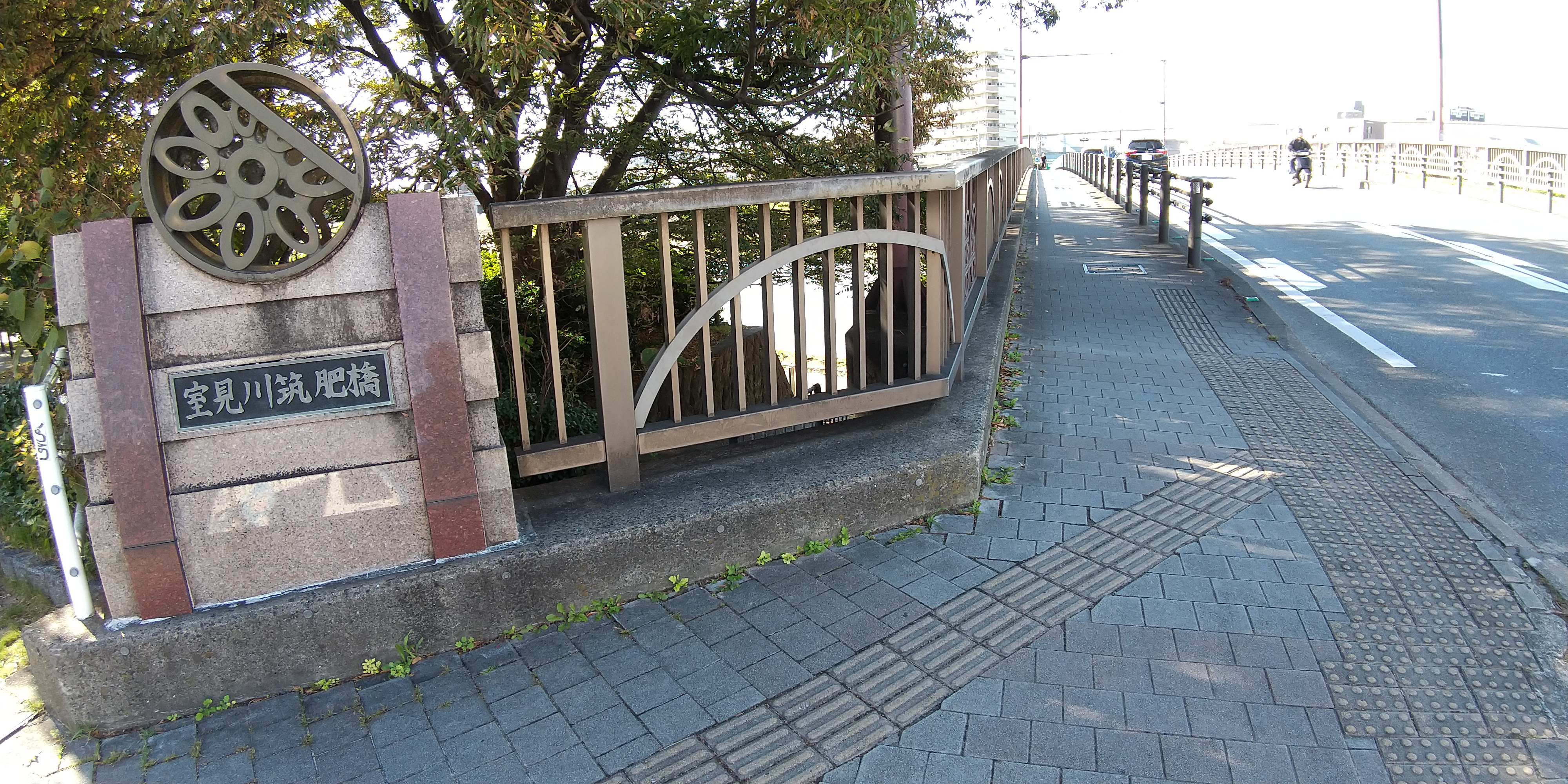
室見川筑肥橋（廃線跡の道路橋）
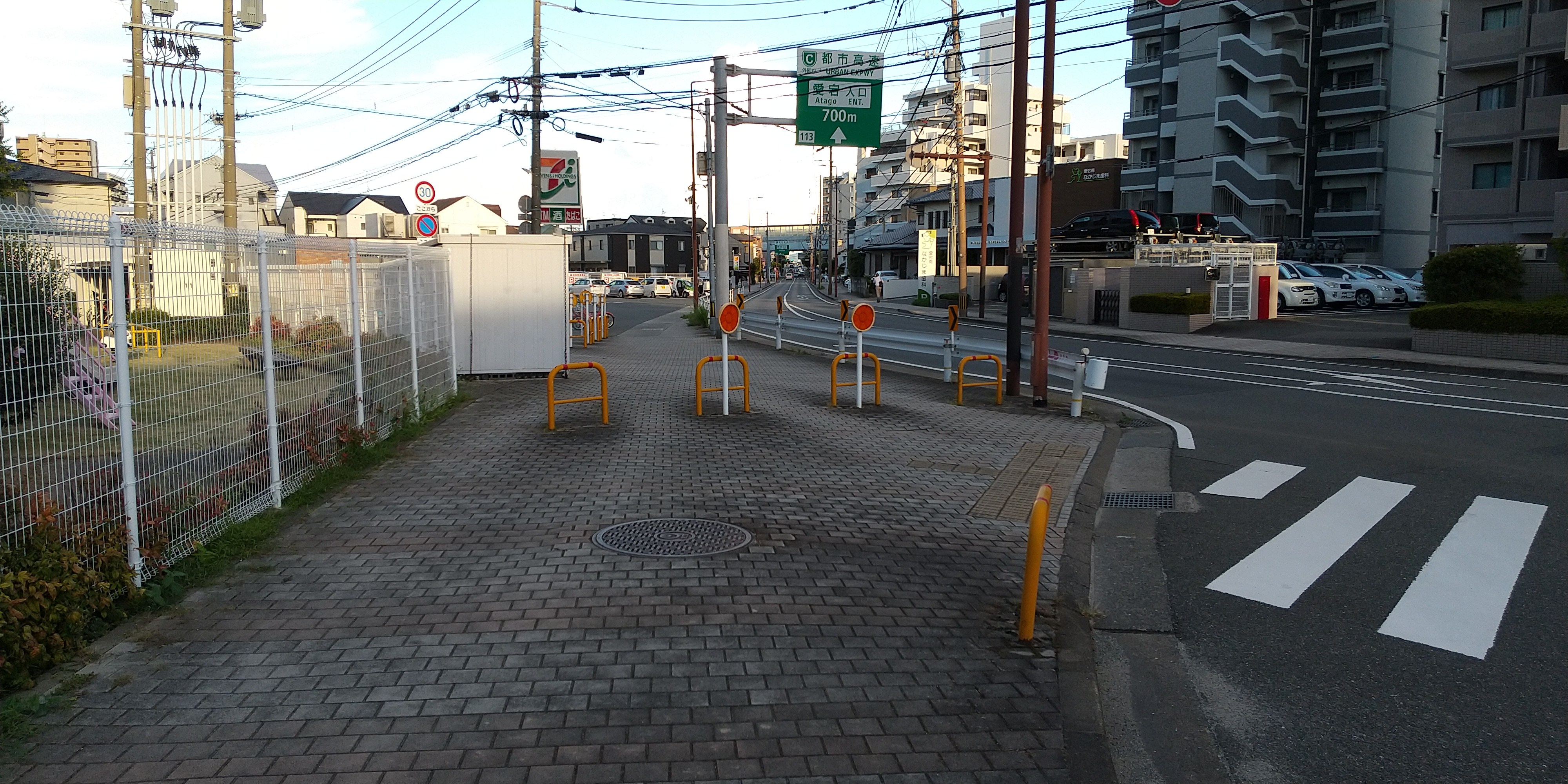
終点附近：愛宕、姪の浜

## 特徴
福岡市道鳥飼姪の浜線の特徴は、福岡市地下鉄空港線の整備に伴い、1983年（昭和58年）3月22日に廃止された筑肥線（博多駅から姪浜駅まで）の区間のうち、福岡市早良区荒江二丁目で福岡市道西新荒江線（早良街道）と交わる荒江二丁目交差点から西区姪の浜一丁目で福岡市道愛宕3596号線（姪浜駅の約0.5キロメートル手前の空港線沿い）までの廃線跡地に整備された道路であること、姪浜駅周辺の「地域拠点」と「都心部」とを繋ぐ交通ネットワークの一部を構成していることである。路線の線形については、もとが鉄道であるため、鉄道に適した直線と曲線の組合せにより構成されている。また、その軌道の敷地を利用したために、既存の道路との関係が変則的であり、この路線と同格である幹線一級市町村道の福岡市道鳥飼藤崎線がわずか40メートル程度の間隔で北側に並走しており、その区間が約1.0キロメートル（この路線の東側に連続する別の路線も含めると約2.5キロメートル）ある。
筑肥線の一部廃線と道路築造の経緯（国土地理院地図の空中写真を加工）
- 1981年11月18日撮影（運営中の鉄道）
- 1987年9月20日撮影（鉄道の廃線跡地）
- 1993年5月15日撮影（跡地に整備された道路）

## 接続する主な通り
| 交差する道路                            | 市町村名 | 市町村名 | 交差する場所 | 交差する場所             |
| --------------------------------------- | -------- | -------- | ------------ | ------------------------ |
| 福岡市道西新荒江線（早良街道）          | 福岡市   | 早良区   | 荒江二丁目   | 荒江二丁目交差点、起点   |
| 福岡県道558号内野次郎丸弥生線（原通り） | 福岡市   | 早良区   | 原一丁目     | 新開橋交差点             |
| 福岡市道室見有田線                      | 福岡市   | 早良区   | 南庄二丁目   | 南庄二丁目西交差点       |
| 福岡市道豊浜拾六町線（愛宕通り）        | 福岡市   | 西区     | 愛宕一丁目   | 愛宕南交差点             |
| 福岡市道愛宕3596号線                    | 福岡市   | 西区     | 姪の浜一丁目 | （名称なし交差点）、終点 |

## 接続、近接する主な施設
この路線に接続又は近接する主な施設を起点の東から順にあげると以下の通り。
- 福岡市立室見小学校
- 室見川河畔公園[注釈 2]
- 姪浜駅（終点より約0.5キロメートル西側）